# Fool on the Hill (álbum)
| Críticas profissionais | Críticas profissionais |
| Avaliações da crítica  | Avaliações da crítica  |
| Fonte                  | Avaliação              |
| ---------------------- | ---------------------- |
| Allmusic               | [ 1 ]                  |

Fool on the Hill foi o quarto álbum lançado por Sergio Mendes & Brazil 66 e o trabalho que representou o ápice do sucesso de músico e arranjador brasileiro e seu grupo nos Estados Unidos, que havia se tornado popular no país desde dois anos antes, com o lançamento do álbum de estréia Herb Alpert presents Sergio Mendes & Brazil 66, com o grande sucesso mundial da versão de Mas Que Nada, de Jorge Ben.
Misturando o pop inglês e norte-americano de Lennon & McCartney e Simon & Garfunkel com músicas da Bossa Nova e da MPB, como Casa Forte e Upa, Neguinho de Edu Lobo, na roupagem suingada do som de Sergio e seu grupo, com arranjos de cordas dos produtores norte-americanos, o álbum chegou a ocupar a posição #3 da parada nacional de sucessos da Billboard.
A banda que gravou o álbum foi a segunda geração do Brazil 66, que manteve da formação original, quase toda substituída por Sérgio Mendes, apenas a cantoraLani Hall, responsável pelos vocais principais dos discos anteriores. Alguns dos ex-integrantes que deixaram o grupo criaram outra banda de sonoridade semelhante, "Carnival", que entretanto não obteve o sucesso do Brazil 66 e teve curta duração, lançando apenas um disco. A futura mulher de Sérgio, a cantora brasileira Gracinha Leporace, participa pela primeira vez de uma gravação do Brazil 66, na música "Lapinha", num dueto com Hall.
A single The Fool on the Hill, que dá nome ao disco, vendeu mais de quatro milhões de cópias em todo mundo, mais do que a própria versão original dos Beatles, e alcançou o #6 na parada da Billboard.
A arte da capa, que mostra Sergio sentado num trono rodeado pela banda sobre o corpo de uma mulher nua ao pôr do sol, conseguiu passar pela censura moralista da época e ajudou a impulsionar as vendas do disco pela orginalidade e ousadia.

## Lista de canções
1. "Fool on the Hill" (John Lennon / Paul McCartney)
2. "Festa" (Dori Caymmi / Paulo César Pinheiro / Lani Hall)
3. "Casa Forte" (Edu Lobo)
4. "Canto Triste" (Edu Lobo / Vinícius de Moraes / Lani Hall)
5. "Upa, Neguinho"  (Edu Lobo / Gianfrancesco Guarnieri)
6. "Lapinha"  (Baden Powell / Paulo César Pinheiro)
7. "Scarborough Fair" (Tradicional, arranjo de Paul Simon e Art Garfunkel)
8. "When Summer Turns To Snow"  (Dave Grusin / Alan Bergman / Marilyn Bergman)
9. "Laia Ladaia" (Reza) (Edu Lobo / Ruy Guerra / Norman Gimbel)

## Créditos
- Sérgio Mendes - Piano, vocais, arranjo, produtor[4]
- Lani Hall - Vocais
- Karen Philipp - Vocais
- John Pisano - Guitarra
- Rubens Bassini - Percussão
- Sebastião Neto - Percussão
- Dom Um Romão - Percussão, bateria
- Gracinha Leporace - Vocais em "Lapinha"
- Oscar Castro-Neves - Guitarra em "Lapinha"
- Dave Grusin - arranjo de orquestra, maestro

### Técnico
- Herb Alpert - engenheiro de som

## Desempenho nas paradas
| Paradas (1967)                          | Melhor posição |
| --------------------------------------- | -------------- |
| Estados Unidos (Billboard 200)          | 3              |
| Estados Unidos (Top Jazz Albums)        | 1              |
| Estados Unidos (Top R&B/Hip Hop Albums) | 10             |

## Certificações
| País                  | Certificação | Vendas certificadas |
| --------------------- | ------------ | ------------------- |
| Estados Unidos (RIAA) | Ouro         | 500,000*            |